# Juan Sinforiano Bogarín
Juan Sinforiano Bogarín (Mbuyapey, 21 agosto 1863 – Asunción, 25 febbraio 1949) è stato un arcivescovo cattolico paraguaiano.

## Biografia
Ordinato prete nel 1887, prestò servizio presso la cattedrale di Asunción come parroco, segretario e cancelliere.
Fu nominato vescovo di Paraguay nel 1894: visitò l'intera diocesi tre volte; riorganizzò la diocesi formando una curia vescovile e istituendo nuove parrocchie; favorì il seminario diocesano (all'epoca l'unico del Paraguay) al quale diede una nuova sede; fondò l'Azione cattolica locale e consentì la nascita di pubblicazioni ed emittenti radiofoniche cattoliche.
Partecipò al I congresso plenario dell'America latina, celebrato nel 1899 a Roma su iniziativa di papa Leone XIII.
Introdusse in Paraguay numerose famiglie religiose e nel 1941 fondò la congregazione delle Domenicane missionarie parrocchiali del Santissimo Sacramento.
Nel 1929 la sua sede vescovile fu elevata al rango di sede metropolitana e ne divenne il primo arcivescovo.

## Genealogia episcopale e successione apostolica
La genealogia episcopale è:
- Cardinale Scipione Rebiba
- Cardinale Giulio Antonio Santori
- Cardinale Girolamo Bernerio, O.P.
- Arcivescovo Galeazzo Sanvitale
- Cardinale Ludovico Ludovisi
- Cardinale Luigi Caetani
- Cardinale Ulderico Carpegna
- Cardinale Paluzzo Paluzzi Altieri degli Albertoni
- Papa Benedetto XIII
- Papa Benedetto XIV
- Papa Clemente XIII
- Cardinale Marcantonio Colonna
- Cardinale Giacinto Sigismondo Gerdil, B.
- Cardinale Giulio Maria della Somaglia
- Cardinale Carlo Odescalchi, S.I.
- Cardinale Costantino Patrizi Naro
- Cardinale Lucido Maria Parocchi
- Vescovo Luigi Giuseppe Lasagna, S.D.B.
- Arcivescovo Juan Sinforiano Bogarín

La successione apostolica è:
- Arcivescovo Juan José Aníbal Mena Porta (1936)